# This Is What It Feels Like
This is What It Feels Like é uma música do DJ holandês Armin Van Buuren, com vocais do cantor canadiano Trevor Guthrie. A canção foi lançada na Holanda pela produtora musical Armada Music por download digital a 29 de Abril de 2013., como segundo single do seu quinto álbum de estúdio Intense, lançado em 2013. A música chegou à segunda posição das tabelas musicais na Holanda e à sexta posição na UK Singles Chart. A música foi escrita por Benno de Goeij, John Ewbank, Armin van Buuren, Jenson Vaughan e Trevor Guthrie.

## Videoclipe
O videoclipe da música foi lançado no Youtube a 15 de Abril de 2013, com uma duração de três minutos e cinquenta e oito segundos. O vídeo conta, também, com a participação especial de Ron Jeremy.

## Premiações
- IDMA 2014 como melhor música de Trance do ano de 2013.[1]

## Posições
| País — Tabela musical (2013)                   | Posição de pico |
| ---------------------------------------------- | --------------- |
| Austrália (ARIA)                               | 12              |
| Áustria (Ö3 Austria Top 75)                    | 44              |
| Bélgica (Ultratop 50 de Flandres)              | 24              |
| Bélgica (Ultratip Bubbling Under da Valônia)   | 23              |
| Canadá (Canadian Hot 100)                      | 7               |
| República Checa (Rádio Top 100)                | 84              |
| O campo songid é OBRIGATÓRIO PARA PARADA ALEMÃ | 57              |
| Irlanda (IRMA)                                 | 38              |
| Países Baixos (Dutch Top 40)                   | 3               |
| Polónia (Dance Top 50)                         | 30              |
| Escócia (Scottish Singles Chart)               | 2               |
| Reino Unido (UK Singles Chart)                 | 6               |
| Reino Unido (UK Dance Chart)                   | 4               |
| US Hot Dance Club Songs (Billboard)            | 50              |